# In nomine Domini
In nomine Domini (en latín: En el nombre del Señor) es una bula papal escrita por el papa Nicolás II y un canon del Concilio de Roma. La bula fue emitida el 13 de abril de 1059 y causó importantes reformas en el sistema de elección papal, especialmente estableciendo a los cardenales obispos como los únicos electores del papa, con el consentimiento del clero menor.

## Antecedentes
Hasta la publicación de la bula, la elección del papa a menudo se decidía mediante un falso proceso electoral. El emperador del Sacro Imperio Romano Germánico a menudo nombró directamente el reemplazo de un papa difunto. En otras ocasiones era el propio Pontífice quien nombraba a su propio sucesor. Tal nominación bajo la ley canónica no era una elección válida y los electores legales tendrían que ratificar la elección, aunque indudablemente se inclinarían naturalmente por las circunstancias para dar efecto a la preferencia imperial.
En la década de 1050, el cardenal Hildebrand (el futuro papa Gregorio VII) comenzó a desafiar el derecho de aprobación del emperador romano. El predecesor de Nicolás II, Esteban IX, había sido elegido durante un período de confusión tras la muerte del emperador Enrique III y, doce meses después, la muerte del papa Víctor II, a quien Enrique III había instalado como papa. La elección de Esteban IX había obtenido el consentimiento de la emperatriz regente, Inés de Poitou, a pesar de la omisión de los preliminares tradicionales y la espera de los cardenales para la nominación imperial.
Poco después de su nombramiento como papa en 1058, tras la muerte de Esteban IX, Nicolás II convocó un sínodo en Sutri, con el aval imperial proporcionado por la presencia de un canciller imperial. La primera tarea del sínodo era denunciar y excomulgar al antipapa Benedicto X, elegido irregularmente, que era un títere del poderoso Conde de Tusculum senador en Roma.
Acompañado de tropas provistas por el duque de Lorena, Nicolás se dirigió a Roma y Benedicto huyó. Nicolás fue consagrado papa el 24 de enero de 1059 con amplia aceptación del pueblo romano. Deseoso de evitar una futura controversia en las elecciones papales y de frenar la influencia exterior ejercida por los partidos no eclesiásticos, en abril de 1059 convocó a un sínodo en Roma. In Nomine Domini fue la codificación de las resoluciones del sínodo.

## Contendientes
Que, cuando el pontífice de esta iglesia romana universal muera, los cardenales obispos decidan entre ellos con la consideración más diligente, llamando después a los cardenales sacerdotes; y del mismo modo, se asocien al resto del clero y del pueblo para proceder a la nueva elección, a fin de que el triste morbo de la venalidad no tenga ocasión ninguna de infiltrarse.
C. Baronio: Annales ecclesiastici XI, c. 272-3

### Derechos del Sacro Emperador Romano
Reducción de los derechos del emperador en las elecciones papales. Específicamente, se introdujo lo siguiente en la ley canónica:
- El derecho de aprobación del romano pontífice por el emperador fue abolido.[4]

- Se mantuvo el derecho de confirmación imperial del papa, pero se hizo menos poderoso, siendo un mero privilegio personal otorgado al emperador por la Sede Romana y podría ser revocado en cualquier momento.[3]

### Reforma eclesiástica
Nicolás también introdujo reformas para combatir los escándalos dentro de la iglesia en ese momento, especialmente en lo que respecta a las vidas de sacerdotes y religiosos. Se publicaron las siguientes prohibiciones:
- Prohibición de la simonía.[5]

- Prohibición de la investidura laica.[7]

- Se prohibió la asistencia y celebración de la Misa por parte de un sacerdote que vivía en notorio concubinato.[5]

- Las reglas que rigen la vida de los canónicos y monjas proclamados en la dieta de Aix-la-Chapelle en 817 fueron rescindidas.[5]

### Elecciones papales
La mayor parte de la bula trata de las elecciones papales. El procedimiento y las reglas se pueden resumir de la siguiente manera:
- Cuando muere un papa, los cardenales obispos deben elegir entre ellos un candidato.[5]

- Cuando se ha seleccionado un candidato, los cardenales obispos y todos los demás cardenales deben proceder a una elección.[3]

- El resto del clero y los laicos conservan el derecho de aclamar su elección.[7]

- Se debe elegir un miembro del clero romano, a menos que no se encuentre un candidato calificado. En este caso, un eclesiástico de otra diócesis puede ser elegido.[7]

- La elección debe celebrarse en Roma, a menos que las influencias externas lo hagan imposible. En este caso, la elección puede tener lugar en otro lugar.[7]

- Si la guerra u otras circunstancias impiden una entronización papal o la coronación del candidato elegido, el candidato aún gozará de plena autoridad apostólica.[5]

- El derecho a la confirmación imperial del papa se mantuvo, pero se volvió menos poderoso.

## Consecuencias

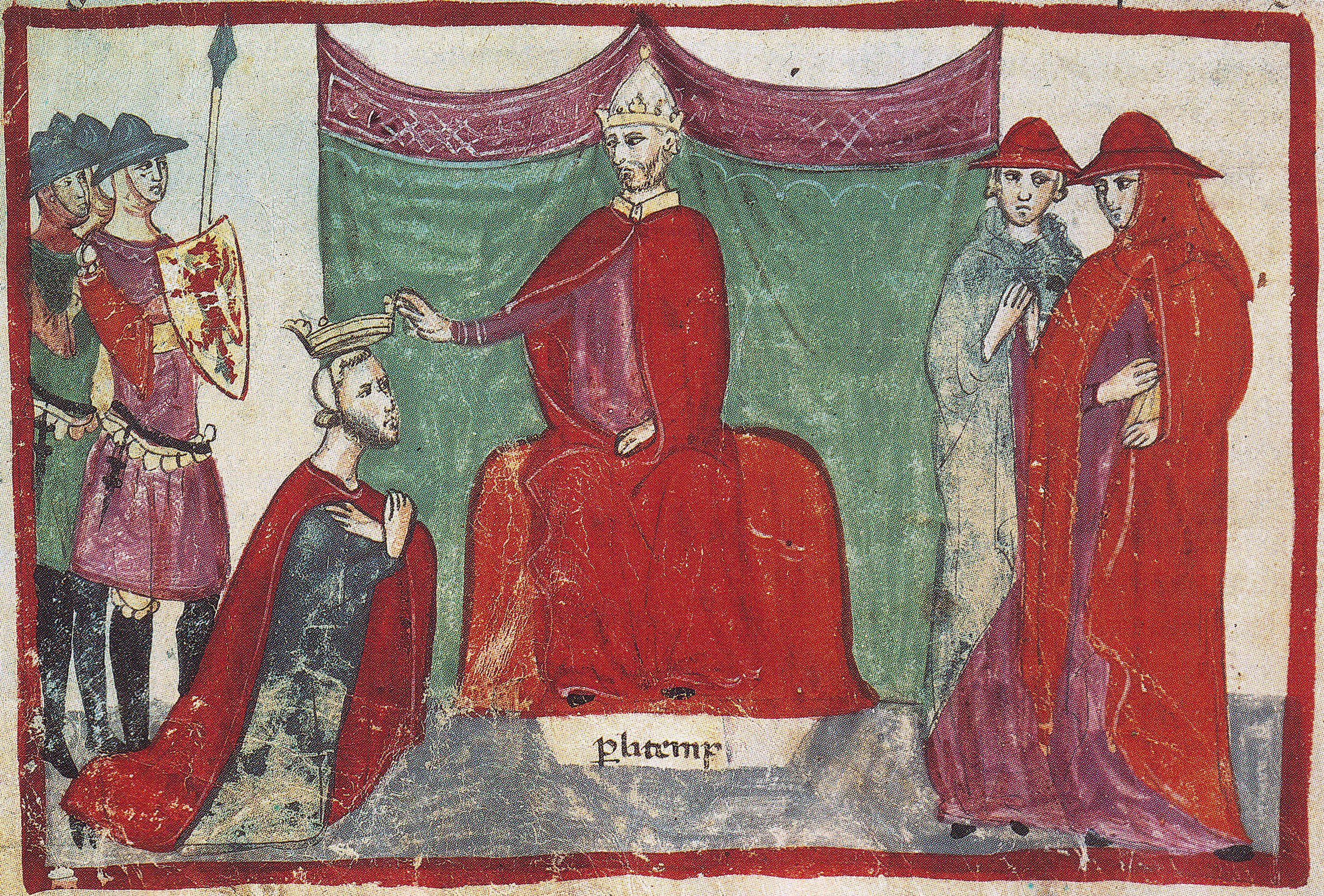
Roberto Guiscardo es proclamado por el papa Nicolás II

A la bula le siguió una alianza entre el papado y Roberto Guiscardo, que fue nombrado duque de Apulia y Calabria y Sicilia por la Santa Sede a cambio de un tributo anual y garantizando la seguridad de la sede de San Pedro. A pesar de la bula, Nicolás II el sucesor de Alejandro II, fue consagrado sin la aprobación de la emperatriz-regente, y fue así opuesto por el candidato imperial Honorio II.
Las reformas electorales de la bula no fueron bien recibidas en todos los ámbitos. El precedente que solo los cardenales obispos podían votar en las elecciones fue recibido con desdén por el clero menor romano. Los cardenales obispos, debido a sus oficios, eran "claramente no romanos", eliminando así el control ejercido por la iglesia metropolitana romana sobre la elección del pontífice. La bula también fue un retroceso para los cardenales-sacerdotes y los diáconos cardenalicios, de quienes, en teoría, el próximo papa debía ser elegido antes de que se emitiera la bula.

## Textos
- Wikisource contiene obras originales de o sobre In nomine Domini.
- In nomine Domini full Latin text.